# Горско Косово
Горско Косово е село в Северна България. То се намира в община Сухиндол, област Велико Търново.

## География
Селото е разположено зад стената на язовир „Александър Стамболийски“. Отстои на 11 километра от Сухиндол, на 33 километра от Севлиево, на 46 километра от Велико Търново и на 211 километра от София. През селото минава река Росица.

## История
При обявяването на Балканската война в 1912 година двама души от Горско Косово са доброволци в Македоно-одринското опълчение.